# میشل کلونی
میشل رنه کلونی (به انگلیسی: Michelle Renee Clunie) (زاده ۷ نوامبر ۱۹۶۹) بازیگر سینما، تلویزیون و تئاتر آمریکایی است. او بیشتر برای بازی در نقش «ملانی مارکس» در مجموعه تلویزیونی به‌عجیبی مردم شناخته می‌شود. او در فیلم گمشده و پیداشده بازی کرده‌است.